# Família Welser

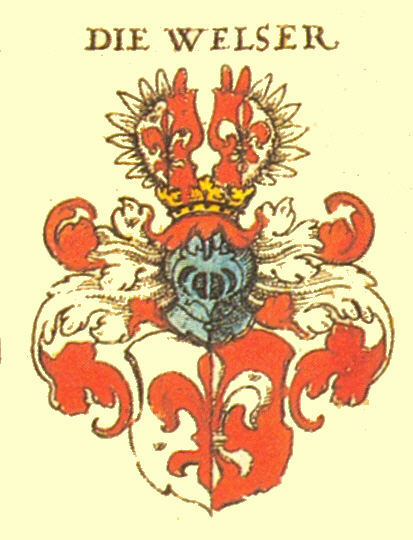
Emblema de la família Welser.

Els  Welser  eren una família de banquers d'Augsburg (Alemanya) i una de les principals cases financeres d'Europa a la primera meitat del segle xvi.

## Història
Els quatre germans Welser, Bartholomäus (1488 - 1561), Lucas, Ulrich i Jakob, van administrar la societat que el seu pare, Anton Welser, un important comerciant d'Augsburg, havia establert el 1476 per a l'explotació de les mines de plata a l'Europa central, el comerç de tèxtils flamencs, llana anglesa i productes orientals. Van estendre els seus negocis amb factories a Anvers, Venècia, Portugal i Espanya.
El 1517 sorgeixen diferències entre els membres de la família i part d'ells marxen cap a Nuremberg, mentre que Bartolomé roman a Augsburg serà qui juntament amb la família Fugger i banquers genovesos va donar la seva aportació financer per capturar les lleialtats dels Prínceps Electors alemanys i obrir el camí per a la coronació imperial de Carles I el 1519.
Atès que Carles V obre el 1525 la possibilitat que aquells que no fossin castellans poguessin establir factories a Amèrica, en les mateixes condicions que els naturals de Castella, la qual cosa els permet obrir una factoria a Santo Domingo i explotar mines de plata a Mèxic i el 28 de març de 1528 van aconseguir l'exclusivitat per a la conquesta i colonització del territori comprès entre el Cap de la Vela (actual Colòmbia) i Maracapana (actual Veneçuela), l'anomenada Província de Veneçuela, sent els primers europeus no llatins que van iniciar el procés colonitzador a Amèrica llatina. El primer governador dels territoris inhòspits va ser Ambrosio Alfinger, que va utilitzar com a base l'illa de La Hispaniola, on els Welser havien fundat dues ciutats i tres fortificacions. Des d'allí Alfinger va iniciar la seva expedició el 1529, va arribar a la colònia de Santa Ana de Coro (únic assentament en Terra Ferma), va explorar la ribera del Llac de Maracaibo i va fundar la ciutat del mateix nom. Alfinger va morir el 1533 assassinat pels indis caribes. A Alfinger li succeiran com governadors i exploradors dels seus territoris a Veneçuela altres alemanys, com Nicolás Federmann, Georg Hohermut (Jorge de Spira) i Philip Hutten, que van explorar la conca occidental de l'Orinoco, Els Plans i els contraforts dels Andes veneçolans a la rodalia de les seves fronteres amb Colòmbia.
El Dorado representava el principal interès de la família, així com aconseguir trobar el Mar del Sud (Estret de Magallanes), però els seus esforços exploratoris no van ser reeixits a trobar cap, però si van assenyalar el camí per a la futura conquesta del territori veneçolà.
Després dels reiterats intents poc reeixits dels governadors enviats pels Welser per establir un govern estable en els seus territoris, el descontentament dels castellans que habitaven Coro i acusacions de diversa índole, el Consell d'Índies va retirar la concessió als Welser el 1546. Les raons per a la retirada del contracte va ser l'incompliment del contracte d'arrendament, on s'incloïa la fundació de diverses ciutats i diversos forts, i també va fallar en la part del contracte on s'estipulava l'obligatorietat d'estendre el cristianisme entre els indígenes. També en això pot haver influït el fet de la seva posició ambigua en l'àmbit religiós (va incomplir la seva comesa d'estendre la fe catòlica entre els indígenes), sent sospitosos de donar suport a Augsburg al moviment del Luteranisme, la qual cosa els va fer guanyar molts enemics a la Cort i deteriorar les seves relacions amb els Habsburg. En 1556 amb la fallida del Tresor Espanyol decretada per Felip II que va afectar els Fugger, però en major mesura als Welser i als genovesos es va iniciar un declivi de les activitats financeres de la família. el 1614, després d'una decadència provocada també per la Guerra dels Trenta Anys, va ser declarada la fallida de la Casa Welser resultant que Matthias Welser va ser empresonat i es perdés el rastre dels seus fitxers.